# Human (Brandy-Album)
Human (englisch für „Mensch“ bzw. „menschlich“) ist das fünfte Studioalbum der US-amerikanischen R&B-Sängerin Brandy. Es wurde erstmals am 5. Dezember in Frankreich und der Schweiz und am 9. Dezember in Kanada und den Vereinigten Staaten veröffentlicht, und brachte mit „Right Here (Departed)“, „Long Distance“ zwei Singleauskopplungen hervor. In Deutschland und Österreich wurde das Album erst am 27. März 2009 über Sony BMG veröffentlicht.

## Produktion
Obwohl viele Teile des Albums erst 2008 entstanden begann Brandy bereits seit 2005, als Folge ihrer Trennung von Atlantic Records im selben Jahr, Human zu arbeiten. Unter dem neuen Label „Knockout Entertainment“ (der Besitzer ist ihr Bruder), betrat sie das Studio mit Produzenten wie das skandinavische Musikprojekt Maximum Risk, Tim & Bob und Rockwilder. Auch nahm sie eine Handvoll Songs mit Bryan Michael Cox auf. 2007 verkündete er im Interview mit AllHiphop der ausführende Produzent des Albums zu sein, was sich letzten Endes als eine falsche oder verfrühte Aussage herausstellte.
Für das fünfte Album engagierte Brandy mitunter den Rapperin Missy Elliott und Produzenten Ray J und „Kerry ‘Krucial’ Brothers“, doch keines der entstandenen Werke konnte den Sprung auf die Titelliste des Albums machen, stattdessen landeten viele Darkchild-Produktionen auf dem Longplayer (Long Distance, Right Here (Departed), The Definition). Neben den von Rodney Jerkins produzierten Liedern entstanden auch Aufnahmen mit Timbaland, RedOne, Jim Beanz, Tim & Bob, Tonéx, Soundz und Brian Kennedy, Rockwilder und WyldCard. Als Songschreiber und Gast-Musiker agierten unter anderem Natasha Bedingfield, Keri Hilson, Taio Cruz, Yung Berg und Esthero.
Viele dieser Werke schafften es jedoch ebenfalls nicht auf die Titelliste, obwohl bspw. sogar für die zusätzlichen Aufnahmen mit Timothy Mosley – der die Sängerin in mit einem kurzfristigen Anruf überraschte – extra das Veröffentlichungsdatum vom 11. November um einen Monat auf den 9. Dezember verschoben wurde. Wie sie bei Ryan Seacrest mitteilte, scheiterte die Aufnahme des Liedes in das Album am Fehlen von Mosleys charakteristischem Backgroundgesang.
Brandy selbst beschrieb das Album als ihr bisher persönlichstes Album. „Ich bin seit dem letzten Album so sehr gewachsen... das Gefühl sich selbst und seine Reise durch Musik auszudrücken ist unbeschreiblich“. Mit ihrem Bruder Ray J sang sie seit 2005 eine Menge Duette ein. Diese jedoch sollen auf einem für 2010 geplanten Kollaborationsalbum namens R&B, Ray J und Brandy, erscheinen.

## Inhalt
Als Einleitung in das Album fungiert das gesprochene Human Intro, Brandys Definition des menschlichen Daseins. Der Opener lautet The Definition, eine der wenigen Up-tempo-Aufnahmen auf dem Album. Der Text stammt von der US-amerikanischen Songwriterin Crystal Johnson, dessen Demoversion bereits vorher im Internet zu hören war. Generell erhielt das Lied gute Rezensionen, indem der Boston Globe es als den wesentlichsten Track auf dem Album verstand. Ohne eine vollständige Singleveröffentlichung, nur durch Downloadverkäufe, erreichte die Nummer Platz 16 der Billboard Bubbling Under R&B/Hip-Hop Singles. Warm It Up (With Love) eine weitere Darkchild-Produktion, wurde um ein Klavier-Sample geschaffen und traf auf starke positive Reaktionen. Die Leadsingle Right Here (Departed) handelt von den Gesprächen einer Frau über die gegenseitige Unterstützung zwischen geliebten Menschen. Das vierte Lied Piano Man ist eine Ode an die kreative und musikalische Beziehung sowie die Chemie im Studio zwischen der singenden Person und dem Produzenten.
Long Distance, angekündigt durch das Long Distance Interlude, die zweite und letzte Single, ist eine Ballade über die Schwierigkeiten einer Fernbeziehung. Die New York Times bezeichnete das Lied als „hymnenartige Single, welche entfernt an Janet Jacksons ‚Again‘ erinnert“. Der achte Track Camouflage, eines von zwei Liedern auf dem Album, die vom Songschreiber Claude Kelly stammen, erzählt davon, dass Brandy sich nicht für die Liebe verändern möchte. Sie akzeptiert hier ihre Fehler und Macken. Torn Down, welches eine gemeinsame Produktion durch Midi Mafia und nigerianischen Musiker Dapo Torimiro ist, ist einer der wenigen Songs des neuen Albums, welche es auf die Setlist der „Human Welt-Tournée“ geschafft haben. Der Song beinhaltet Elemente der Country-Musik und Kritiker bezeichneten ihn unter anderem als „entschlossene, knusprige Mischung aus statischen Synths, akustischer Gitarre und Handclaps“.
Brandy selbst schrieb den Titelsong des Albums in Kollaboration mit Toby Gad und der kanadischen Sängerin Esthero. Die zeitgenössische Ballade und „seidige R&B-Hymne“, wie Newsday den Track bezeichnet, befasst sich mit Vergebung und Reue. Der zwölfte Titel True ist eine Ballade über Herzschmerz und Fremdgehen. Ende 2008 schaffte das Lied es bis auf Platz 18 der Billboard Bubbling Under R&B/Hip-Hop Singles. Produziert wurde der Charthit von RedOne. 1st & Love ist der vorletzte Song des Albums und beschreibt Liebe auf den ersten Blick an einer fiktiven Kreuzung zweier fiktiver Straßen namens „First“ (zu deutsch: Erste) und „Love“ (zu deutsch: Liebe). Fall, der letzte Song des Albums, genauso wie Teile des Songs 1st & Love, leakte bereits vorher und hatte die Funktion einer sogenannten „Buzz-Single“. Der Song wurde gemeinsam mit der britischen Kollegin Natasha Bedingfield geschrieben und ist eine weitere Liebesballade des Albums. Der Bonustitel Gonna Find My Love ist der erste Song auf dem Brandy rappt. Wiederholen würde sie dies ein Jahr später auf dem Timbalands Album Shock Value 2 unter dem Pseudonym Bran'Nu.

## Veröffentlichung
Bei der Veröffentlichung des Albums am 9. Dezember konkurrierte sie mit weiteren Hip-Hop- und R&B-Künstlern wie Common, EPMD, Avant und Musiq Soulchild.
Um einem solchen Wettkampf zu entgehen, haben weitere, weitaus bekanntere R&B/Hip-Hop-Interpreten und Interpretinnen wie Jay-Z, 50 Cent, Jadakiss, Ciara, Bow Wow und Keri Hilson, welche anfänglich denselben Termin im Visier hatten, die Veröffentlichung verschoben und ihre Longplayer auf 2009 verlegt.
Human stieg mit lediglich 74'000 in der ersten Woche verkauften Kopien auf Platz 15 der Billboard 200 ein und ist damit das kommerziell schwächste Debüt der Sängerin, verglichen mit beispielsweise der letzten als „Flop“ gehandelten CD Afrodisiac, welche mit knapp 140.000 verkauften Einheiten einstieg. Auch in den Top R&B/Hip-Hop Albums reicht es gerade für Platz 5. In beiden Charts stieg sie jeweils hinter Common und Musiq Soulchild, jedoch vor Avant und EPMD ein. Auch international wurden bislang mäßige Erfolge gefeiert.
Obwohl die Lead-Single Right Here (Departed), bereits seit Monaten auf den Websites der führenden deutschen Musikstationen MTV und VIVA hochgeladen war und der Song auch Anfang Februar auf beiden Sendern Premiere feierte wurde der Song aus unbekannten Gründen, im Gegensatz zu den Schweizer Musikstationen bis Februar nicht gespielt beziehungsweise in die Playlist aufgenommen. Dadurch erlangte der Song kaum Radioeinsätze (Platz 49 in den deutschen Airplaycharts) und die Single wurde samt Album je um eine Woche verschoben (statt des 6. und des 20. nun der März 13. und der 27. März).
Human erzielte generell positive Kritiken, obwohl das Album teilweise als „zu ernst“ und
als „nicht partytauglich“ bezeichnet wurde, jedoch einigten sich die meisten Kritiker, dass die Songs inhaltlich und textlich sehr „reflektierend“, „verletzlich“, „nützlich“, „reif“, „intim“, „tiefgründig“, „ernsthaft“, „gefühlsbetont“ aber auch „freudig“ seien. Daneben wird ihre Stimme als eine „rauchige“, „flüstrige“, „soulige“ als auch „samtige“ und gar „himmlische“ oder „sirupartige“ mehrfach gelobt.
Außerdem ist auffällig, dass die CD sehr oftmals mit der aktuellen Musik Beyoncés verglichen und unter anderem als eine positive Alternative und Gegenstück zu ihrer Bootylicious- und Club-Banger-Musik dargestellt wird.
Human ist das erste Album der Sängerin, welches für keinen Grammy-, MTV- oder Soul-Train-Music-Award nominiert bzw. mit einem ausgezeichnet wurde.

## Illustration
Das Album-Cover zeigt eine frontale Nahaufnahme von Brandys Brust bis hin zum Gesicht. Sie trägt schwarze lange Weaves, Perücken für afrikanisch-texturiertes Haar (vergleichbar mit Extensions), welche vom Kameralicht so getroffen werden, dass sie teilweise wirken als würden sie brennen. Der Hintergrund ist schwarz. Brandy trägt zudem ein schwarz-blaues Bustier. Das Booklet selbst enthält lediglich zwei Bilder (auf dem Cover sowie auf der letzten Seite). Das zweite Bild stammt von derselben Fotostrecke. Jedoch ist Brandy hier im Profil abgelichtet worden. Außerdem enthält das Beiheft die Songtexte zu jedem Track und über zwei Seiten verteilte Danksagungen. Diese geringe Anzahl an Bildern (verglichen mit vorherigen Alben) soll den Titel des Albums Human also Mensch darstellen. Es ginge weniger um eine Kunstfigur, sondern um einen Menschen. Denn am „Ende des Tages seien wir alle Menschen, egal ob Prominent oder nicht“. Das Album wurde im Slimcase-Verpackungssystem verkauft. Die japanische Deluxe-Version des Covers ist zusätzlich links am Bild mit den Worten „Brandy Is Back“ versehen und enthält eine Bonus-DVD.

## Vermarktung
Um für das Album zu werben, absolvierte Brandy Promo-Auftritte in unter anderem der Today Show, der Tyra-Banks-Show, der Early Show, der Morning Show und in The View. Zusätzlich war Brandy auch in den Reality-TV-Serien The Hills und For The Love of Ray J zu sehen. Zudem sollte sie auch zur Veröffentlichung des Albums am 9. Dezember 2008 bei Oprah zu Gast sein, lehnte jedoch ab da Oprah Winfrey bzw. die Produzenten von Winfreys Sendung darauf bestanden in größerem Maße über den 2006 geschehenen Autounfall, welcher Ende 2006 über fast drei Jahre lang bis hin zum Sommer des Jahres 2009 weltweite Medienaufmerksam erfuhr und u. a. einer Frau das Leben kostete, zu sprechen. Brandy persönlich promotete das Album lediglich in den Vereinigten Staaten, abgesehen von ihrer Welttour. Dies ist das erste Mal seit 10 Jahren, dass Brandy nur bei US-amerikanischen Talkshows zu Gast war um ihr Album zu vermarkten. Dies hängt womöglich mit dem neuen Label Epic (zuvor stand sie bei Atlantic unter Vertrag) zusammen, da ihr wohl ein kleines Budget für Promotion (Musikvideos, Produktion, Verpackung etc.) zur Verfügung stand. In europäischen Musiksendern wurde jedoch ein Werbespot ausgestrahlt, welcher Right Here (Departed) als große Comeback-Single ankündigte. Das Musikvideo zu ersten Single wurde zudem auch an die Musiksender Europas geschickt. Jedoch bekam man bspw. in Australien oder Neuseeland, ein damals recht großer Markt für Brandy, nichts von der Veröffentlichung mit, da dort weder der Song oder das Musikvideo zur ersten Single an die Radio- und Musikstationen zugeschickt wurde, noch Brandy als Gast in einer ozeanischen TV- oder Radiosendung fungierte. Die zweite Single Long Distance und das dazugehörige Video, welches in den USA mit einem zusätzlichen Remixvideo vermarktet wurde, wurden weltweit weder veröffentlicht noch vermarktet.
Die Pressetexte, die das Tonträgerunternehmen zu Beginn der Promotion des Albums an die weltweite Kulturpresse verschickte, besannen sich darauf, dass jeder, auch Brandy nur menschlich seien, wobei sie sich wahrscheinlich auf vergangene Ereignisse, wie den eben genannten Autounfall, bezogen:

„‚›Human‹ ist mein bisher persönlichstes Album‘, sagt Brandy. ‚Ich habe mich seit meinem letzten Album ziemlich weiter entwickelt. Die Möglichkeit, mich selbst durch die Musik auszudrücken, gibt mir ein Gefühl, das ich nicht beschreiben kann. Bei diesem neuen Kapitel in meinem Leben ist es gut, mit Rodney ein bekanntes Gesicht an meiner Seite zu haben. Ihm gelingt es wie keinem anderen, mir Emotionen zu entlocken.‘ ‚Es ist gut, wieder mit Brandy zu arbeiten‘, bestätigt Jerkins, ‚wir haben zusammen immer großartige Platten gemacht und ich fühle mich geschmeichelt und geehrt, diese gute Tradition fortführen zu dürfen. Der Sound ist vielleicht neuer, fetter und positiver als früher, aber wir haben unser musikalisches Versprechen eingelöst, wieder tolle Songs und großartige Musik zu machen. So eine Kombination wie uns beide gibt es kein zweites Mal!!‘
Der Titel des Album spiegelt Brandys wahres Leben wieder – mit ihren Songs will sie zeigen, was es als Frau, als Künstlerin, als Musikerin und als Interpretin bedeutet, durch und durch ‚menschlich‘ zu sein: stark und doch verletzlich, aufrichtig und triumphierend, das Leben zu lieben und dabei die Spiritualität nicht aus den Augen zu lassen.“

## Tournée
Zum ersten Mal nach zehn Jahren begab sich Brandy wieder auf Welttournée, der Human World Tour bzw. der Just Human Tour. Nach einigen Auftritten begann die eigentliche Konzertreihe am 5. Dezember 2008 mit einem Unplugged-Konzert, welches als TV-Special unter dem Namen Brandy: Just Human live auf Black Entertainment Television ausgestrahlt wurde. Hier gab sie neben ihrer zwei Singles Right Here (Departed) und Long Distance, weitere Hits wie Full Moon, What About Us? oder Almost Doesn’t Count zum Besten. Weitere Auftritte – in Europa, Asien, Nordamerika – folgten, bis die Tour im Juni 2009 ihr Ende hatte. Das Tour-Programm bestand aus einfachen, nichtdramatischen Bühnenauftritten. Jedoch wurden einige Songs von Brandy neu arrangiert wie bspw. ein Medley ihrer Erfolgsalben Never Say Never (1998) und Brandy (1994), welches veränderte Live-Versionen von u. a. The Boy Is Mine, Top of the World und I Wanna Be Down enthält. Außerdem schuf ihre Band speziell für die Shows in Europa ein neues Intro mit dem Titel Can You Feel Me? um dem Publikum einzuheizen. Auf der Setlist finden sich lediglich drei Songs aus Human: Die Singles Right Here (Departed) und Long Distance sowie der Mid-Tempo-Song Torn Down.

## Titelliste
1. Human Intro – 0:19
2. The Definition (Cristyle Johnson, Rodney Jerkins) — 3:43
3. Warm It Up (with Love) (Marvin „Tony“ Hemmings, Rodney Jerkins, Jordan Omley) — 4:03
4. Right Here (Departed) (Evan „Kidd“ Bogart, Victoria Horn, Rodney Jerkins, Erika Nuri, David „DQ“ Quiñones) — 3:39
5. Piano Man (Marvin Hemmings, Rodney Jerkins, Jordan Omley) — 3:59
6. Long Distance Interlude — 0:59
7. Long Distance (Jeff Bhasker, Rodney Jerkins, Philip Lawrence, Bruno Mars) — 3:51
8. Camouflage (Rodney Jerkins, Claude Kelly) — 4:04
9. Torn Down (James Fauntleroy, Kevin Risto, Dapo Torimiro, Waynne Nugent) — 3:32
10. Human (Brandy Norwood, Toby Gad, Jenny-Bea Englishman, Lindy Robbins) — 3:53
11. Shattered Heart (Rodney Jerkins, Crystal Johnson, LaShawn Daniels) — 3:53
12. True (RedOne, Claude Kelly) — 3:47
13. A Cappella (Something’s Missing) (Kenneth C. Coby, Tiyon „TC“ Mack, Chad C. Roper, LeChe Martin) — 3:34
14. 1st & Love (Christopher „Lonny“ Breaux, Rick King, Chauncey Hollis, Jesse Woodard) — 3:20
15. Fall (Natasha Bedingfield, LaShawn Daniels, Brandy Norwood, Brian Seals) — 4:21[42][43]

U.S. iTunes Bonustrack
1. Gonna Find My Love (Brandy Norwood, Toby Gad, Lindy Robbins) – 3:27[44]

U.S. Amazon.com Bonustrack
1. Long Distance (Mad Decent Right Mad Remix)
2. Right Here (Moto Blanco Radio Edit)

U.S. iTunes Deluxe Edition Bonustracks
1. Gonna Find My Love
2. Locket (Locked in Love)
3. Right Here (Departed) (Mad Decent Right Mad Mix)
4. Right Here (Departed) (A cappella)
5. Right Here (Departed) (Seamus Haji & Paul Emanuel Club Mix)
6. Right Here (Departed) Music Video

Japan Bonustracks
1. Gonna Find My Love
2. Locket (Locked in Love)
3. Right Here (Departed) (Remix, featuring Sean Kingston)
4. Right Here (Departed) (Moto Blanco Radio Edit)
5. Right Here (Departed) (Seamus Haji & Paul Emanuel Club Mix)

Bonus DVD
1. Right Here (Departed) (Video)
2. Long Distance (Video)
3. Making Of Right Here (Departed)

## Singles
- Right Here (Departed) ist die von Rodney Jerkins geschriebene und produzierte, 2008 veröffentlichte erste Single-Auskopplung in den Vereinigten Staaten. Mit deren Erscheinen Anfang August wurde das Lied ein mäßiger Erfolg: In Bulgarien und Frankreich erreichte Right Here (Departed) zwar die Top Ten der Single-Charts, jedoch in den USA, der Schweiz, Schweden und in Kanada reicht es nur für Chartplatzierungen in den Top 40. Neben der veröffentlichten Version existieren auch etliche Remixe unter anderem mit The Game und Sean Kingston. Die Leadsingle Right Here (Departed) wurde erst spät in der Produktionsphase von Human. Anfang Juni 2008 feierten Rodney Jerkins und Brandy eine musikalische Wiedervereinigung, denn sie und ihr Langzeitmentor Jerkins hatten seit sieben Jahren nicht mehr gemeinsam aufgenommen. Geschrieben haben den Song die Mitglieder des „Writing Camps“, mit therapeutischen Intentionen. Der Song handelt über die Gespräche einer Frau über die gegenseitige Unterstützung zwischen geliebten Menschen.
- Long Distance ist die ebenfalls von Rodney „Darkchild“ Jerkins geschrieben und produzierte, 2008 veröffentlichte zweite Single-Auskopplung des Albums. Die Ballade beschäftigt sich mit den Problemen von Fernbeziehungen. Zuerst war das Lied am 3. Oktober im Pittsburgher Radio „WAMO“ als Weltpremiere zu hören. Das Video zur Single ist bereits gedreht. Geschrieben und produziert ist der Song von Philip Lawrence, Rodney Jerkins und Bruno Mars. Der Titel handelt von Fernbeziehungen. Der Song war ein kommerzieller Misserfolg und erreichte lediglich Platz 124 in den US-Singles-Charts; jedoch war der Song Platz 1 Hot Dance/Club Play-Charts und Platz 7 in den bulgarischen Singles-Charts.[45]

## Kritiken
„Vor gut fünfzehn Jahren begann die vielversprechende Karriere der Brandy, die damals die Soul-Ladys Toni Braxton und Whitney Houston beerbte. Exakt jener Sound, der die R&B-affinen Teenagerherzen damals höher schlagen ließ, wird auch auf der maßgeblich von Rodney „Darkchild“ Jerkins produzierten LP geboten. Auch wenn Songs wie The Definition oder Piano Man schwer nach Timbaland-Schule klingen, sind es die Balladen wie Soap-Titellied-Aspirant Long Distance und Brandys eigenhändig geschriebene Generalentschuldigung Human, die Miss Norwoods Gefühlsbad adäquat repräsentieren. Nur das den gebrochenen Herzen gewidmete True fällt da in seiner Emotionalität noch üppiger aus. Die Pianobegleitung und die hier zur Weinerlichkeit neigende Sängerin löst bei Anfälligen Tränenausbrüche aus, bei allen anderen puren Unmut. Zum Glück gelingt es Brandy mit Stücken wie dem moderateren A Cappella (Something’s Missing), die geballte Innerlichkeit nicht überzustrapazieren.“

„Was soll man sagen? Das fünfte Studioalbum von Brandy ist wie gewohnt voller Mid-Tempo-Songs. Dennoch geht die Stimme der R&B-Sängerin nicht unter, sondern glänzt wie schon seit Jahren nicht mehr.
Ihre letzte CD “Afrodisiac” hatte Brandy vor fünf Jahren veröffentlicht. Seither war es um die Künstlerin still geworden, keiner wusste, in welche Richtung sie musikalisch weitermachen würden. R&B, ganz klar. Damit hatte sie seit I Wanna Be Down Hits fabriziert. Wobei der stärkste Track auf dem Album die Ballade “Human” ist, da sie hier unter anderem den tödlichen Unfall Ende 2006 verarbeitet: ‘I make mistakes but I can’t turn back time / I’m only human, forgive me.’ Aber natürlich auch das wundervolle ‘A Cappella’. Doch die starken Nummern sind dank großartiger Produzenten immer noch die schnelleren Songs wie die erste Single-Auskoppelung Right Here [Departed].“

„Brandy, 30, hatte 1998 mit The Boy Is Mine einen Welthit, schon damals produzierte Rodney Darkchild, der auch bei der neuen CD Human die meisten Tracks verantwortet. Darkchild, auch unter dem Namen Jerkins bekannt, ist eine Art Frank Farian des schwarzen Pop, seine Songs haben diesen Fitness-Studio-Appeal und erinnern einen immer daran, dass in den flexiblen Verhältnissen auch Amüsement sportlich zu nehmen ist.
Für Human hat er einige schlimme Nummern zusammen geschustert. Die Formel lautet: Schunkel-Beats, vorzugsweise mit Handclaps, banale Streicher- oder Piano-Hooks, darüber dann die Stimme von Brandy, die immer noch säuseln muss, als sei sie 17 – ein ewiges Au-pair-Mädchen des R&B. Stimmig ist nur die Schmonzette Human, und die hat Beyoncé-Produzent Toby Gad gemixt. Beyoncé ist wie gesagt stilprägend – auch als Gegenfigur, von der man sich abgrenzt.“

„[…] So glatt und gestriegelt produziert und so verdammt langweilig. Kein Groove, keine Dynamik, kein Überraschungseffekt, dafür ein zäh dahinfließender, billiger Soundbrei und das immergleiche Muster: Brandy singt über Liebe oder wahlweise Herzschmerz, Brandy singt Vokale wie ‚uuuh‘ oder ‚oooh‘, Brandys Stimme wird im Refrain gedoppelt. Zwischendrin gibts dann hier und da ein Klavier oder eine Gitarre und irgendwelche Synthies. Dabei hat ihre Stimme gerade in den tieferen Regionen durchaus Soulpotenzial, das es zu fördern gegolten hätte.“

„Brandy, die unbestrittene Queen des R&B, hat in den letzten Jahren viel durchgemacht… Da kann man nicht darüber reden, die weibliche Version eines Hustlas zu sein (wie Beyoncé). Ihre Songs sind allesamt grandios gelungen. Das Intro, welches gesprochen ist, ist ganz nett und ihre Definition eines Menschen. […] Der Opener hingegen, “The Definition”, überzeugt auf ganzer Linie, eingängiger Beat, super Lyrics und eine wunderbare Stimme. Der nächste Song “Warm It Up (With Love)” ist super catchy und versprüht einen angenehmen Charme. Der absolute Ober-Burner ist aber die Vorab-Single “Right Here (Departed)”, bombastische Produktion, geniale Vocals und eine wundervolle Message. Sie klingt gar himmlisch auf diesem Track und die Lyrics sind auch sehr gut gelungen.[…] Auch wenn sie nicht mehr die alte, freche, wilde und draufgängerische Brandy ist, ist sie heute eine reife, gefühlvolle, sexy Sängerin mit einer himmlischen Stimme. Das Album ist etwas für alle (nicht nur R&B-, Pop- und Soul-)Musikliebhaber perfekt geeignet. Gar ein Muss in einer vollkommenen CD-Sammlung.“

## Chartplatzierungen
| ChartsChartplatzierungen       | Höchstplatzierung | Wochen |
| ------------------------------ | ----------------- | ------ |
| Vereinigte Staaten (Billboard) | 15 (13 Wo.)       | 13     |